# الصحة النفسية بالنسبة لاتحاد كرة القدم
يوصف مصطلح الصحة النفسية بالنسبة لاتحاد كرة القدم كوصمة عار، ومع ذلك تتأثر بها رياضات احترافية أخرى. يعاني العديد من لاعبي كرة القدم المحترفين من أعراض الاكتئاب والقلق أكثر من الجمهور العام.
عانى أغوستينو دي بارتولومي من الاكتئاب بعد التقاعد من احتراف كرة القدم، في النهاية قرر الانتحار بإطلاق النار على نفسه في مسكنه بـ (سان ماركو دي كاستيلابات) في 30 مايو 1994، بعد 10 سنوات من خسارة فريقه السابق روما لنهائي كأس أوروبا أمام ليفربول عن طريق ضربات الجزاء.
في نوفمبر 2008، أعلن جيانلويجي بوفون في سيرته الذاتية عن معاناته من الاكتئاب في الفترة بين ديسمبر 2003 حتى يونيو 2004، حتى أنه زار طبيبًا نفسيًا خلال تلك الفترة للتغلب عليه، موضحًا المزيد من التفاصيل في 2013 عن عنائه مع المرض.
وأضاف في يناير 2019 أنه عانى من نوبات الهلع خلال مسيرته المهنية المبكرة مع يوفنتوس، مما تسبب في تفويته لمباراة خلال موسم 2003.